# حريش (بلدة)
حريش (بالعبرية: חָרִישׁ) هي بلدة إسرائيلية تقع في منطقة حيفا وتحديدًا جنوب وادي عارة وشرق الطريق السريع 6. تحدها برطعة شرقًا وأم القطف شمالًا وميسر جنوبًا. في نهاية أغسطس 2022 بلغ عدد سكانها نحو 31,661 نسمة حسب تقديرات مكتب الإحصاء المركزي.
في البداية كان مخطط أن تكون مدينة لليهود الحاريديم تضم 100 ألف نسمة، لتشكل توازنًا ديموغرافيًا بين السكان العرب في وادي عارة حيث يتراوح تعدادهم ما بين 100 ألف و150 ألف مواطنًا عربيًا. وأيضًا لتشكل حاجزًا للتمدد الجغرافي للسكان العرب في وادي عارة؛ أحد أكبر التجمعات السكانية العربية في إسرائيل.
لكن المخطط لاقى معارضة واسعة من السكان العرب، ولا سيما بعد مصادرة آلاف الدونمات من الأراضي العربية، والتي بأمس الحاجة لها وخصوصًا بعد الضائقة السكانية التي تمر بها البلدات العربية.
كما استنكر اليهود العلمانيون قرار أن تكون حريش مدينة للحاريديم فقط، فقدموا التماسًا لمحكمة العدل العليا ضد هذا القرار. في النهاية قررت المحكمة أن تكون البلدة مفتوحة لجميع مواطني إسرائيل.
اليوم تتنوع التركيبة السكانية في حريش ففيها يهود أرثوذكس وأرثوذكس متزمتين وإسرائيليين علمانيين، ومهاجرين من الاتحاد السوفيتي السابق ومن إثيوبيا كما فيها سكانًا عرب. يقول رئيس المجلس الحاريدي يتسحاق كيشيت: «حريش ستكون مدينة للتعددية والاستدامة والمجتمع».

## تاريخ

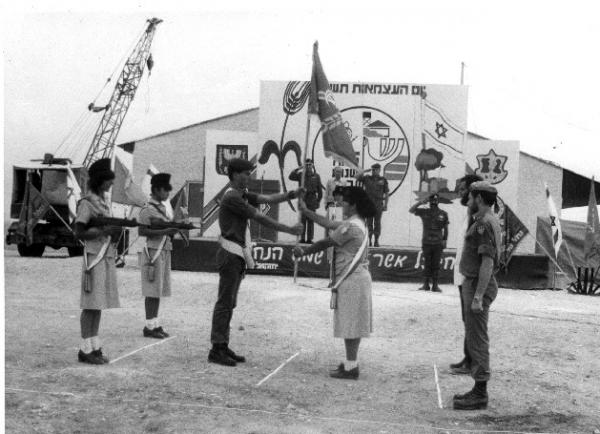
مراسم لكتيبة ناحال الشبابية في حريش عام 1982.

في سنوات الثمانينيات تأسس كيبوتس حريش على يد حركة هَاكِيبُوتْس هَأَرْتْسِي (بالعبرية: הקִיבּוּץ האַרְצִי وتعني الكيبوتس الوطني) على بعد 6 كيلومترات (خط جوي) جنوب غرب كتسير على ارتفاع 110 متر فوق سطح البحر. في البداية كان الموقع عبارة عن مستوطنة زراعية أسستها كتيبة ناحال الشبابية. وفي عام 1982 تقرر توطين المكان وتحويله إلى كيبوتس. في عام 1993 تم هجر الكيبوتس عدا أفراد سرية حرس الحدود الذين ظلوا يُقيمون فيه.
في أوائل التسعينيات كجزء من «خطة النجوم السبعة» تقرر إنشاء بلدة باسم «حريش» بجانب كيبوتس حريش، ووفقًا للخطة كان من المفترض أن تستوعب 30 ألف ساكن.
في عام 1995 اكتمل بناء أول 300 وحدة سكنية في البلدة. كما استثمرت وزارة الإسكان بشكلٍ كبير في البنية التحتية وأعمال التخطيط. لكن بيع الشقق فشل وكثير ممن اشتروا شققًا، لم ينتقلوا إليها، بل حاولوا تأجيرها. تُركت معظم المنازل فارغة، وكان عدد السكان القليل من مستأجرين فقراء.
في عام 1998 تم إحضار حوالي 70 فردًا من عشيرة كراجة من الرملة إلى حريش، بعد صراع دموي طويل بينهم وبين عشيرة جاروشي.

### دمجها مع كتسير

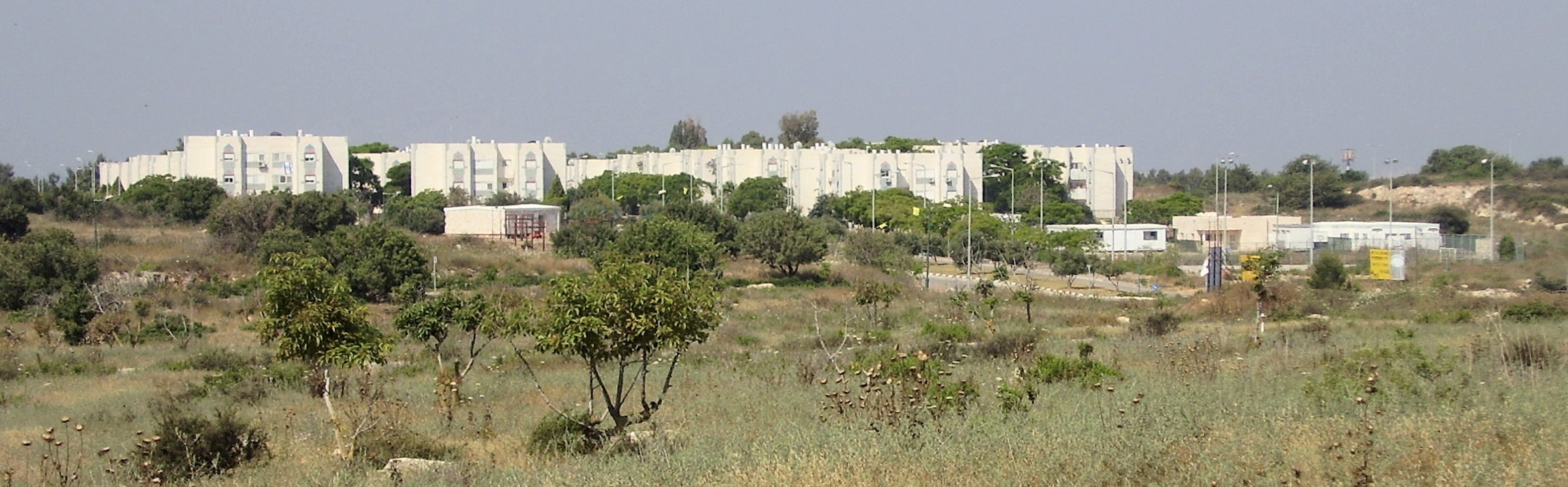
حريش في عام 2006.

في يوليو 1992 ضمن إطار توحيد السلطات المحلية، تم دمج بلدتي كتسير وحريش في مجلس محلي واحد أُطلق عليه «تل عيرون». وفي عام 1995 تم تغيير اسمه إلى «كتسير-حريش».
في يونيو 2012 بعد قرار تحويل حريش إلى مدينة، وقع وزير الداخلية على أمر حل المجلس المحلي، وضُمت كتسير إلى مجلس منشة الإقليمي وأصبح لحريش مجلس محلي خاص بها. تم الفصل الفعلي في أغسطس 2012.

## توظيف
تقع العديد من المناطق الصناعية بالقرب من حريش والتي توفر وظائف عديدة. أهمها المنطقة الصناعية قيسارية، والمنطقة الصناعية شاحاك، والمنطقة الصناعية عيمك حيفر.
من المتوقع أن تتوسع حريش جنوبًا حيث في ديسمبر 2020 أودت لجنة التخطيط والبناء مخطط لحي «حريش داروم»، حيث من المخطط أن يضم مناطق تجارية وصناعية كبيرة.

## السكان
وفقًا للبيانات الصادرة عن دائرة الإحصاء المركزية الإسرائيلية اعتبارًا من نهاية سبتمبر 2021؛ تُشير التقديرات أن في حريش يعيش نحو 25,326 نسمة. (المرتبة 84 في ترتيب السلطات المحلية في إسرائيل حسب عدد السكان). ينمو عدد السكان بمعدل سنوي قدره 47.9%. ووفقًا لدائرة الإحصاء أواخر 2019 صُنفت حريش في المرتبة 5 من 10 في التصنيف الاجتماعي والاقتصادي لعام 2017. بلغت نسبة الحاصلين على شهادة البجروت بين طلاب الصف الثاني عشر في السنة الدراسية 2018/2019 نحو 64.3%. بلغ متوسط الأجور الشهرية لليد العاملة في عام 2018 نحو 8,786 شيكلًا جديدًا (المعدل الوطني: 9,634 شيكلًا جديدًا).
في أكتوبر 2018 بلغ عدد سكان حريش حوالي 10,000 وفي نهاية عام 2020 بلغ عدد سكان حريش حوالي 19,600 نسمة.

## النقل والمواصلات

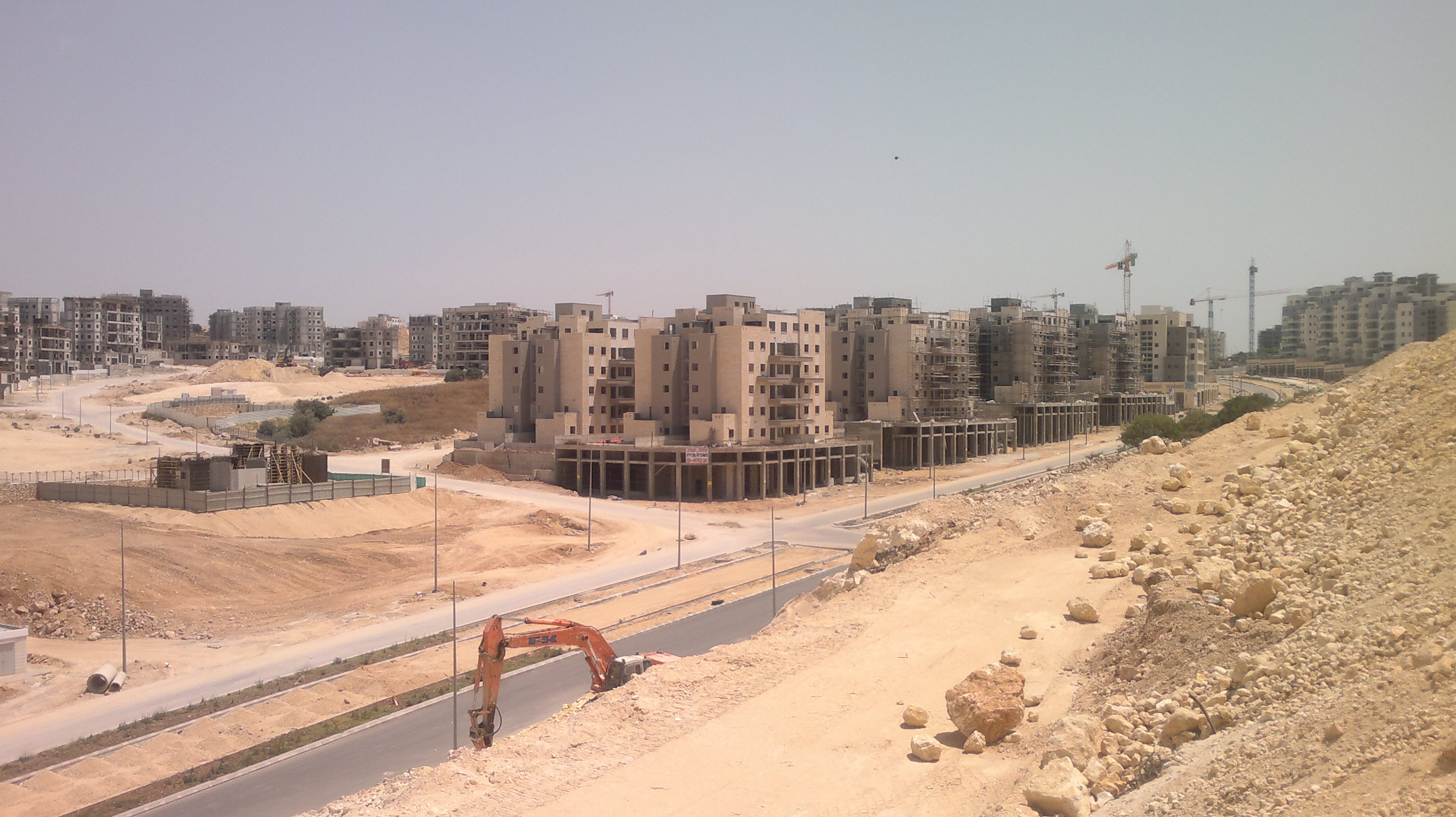
جانب من أعمال البناء في 30 أبريل 2016

تقع حريش شرق الطريق السريع 6 كما أنها ليست بعيدة من مبدل الطرق عيرون الذي يربط شارع 6 مع شارع 65 إلا أن الوصول إلى شرايين النقل هذه بعيد نوعًا ما عبر طريق 6353 وطريق 574. بالقرب من مدخل البلدة من المتوقع بناء محطة قطار حريش على سكة حديد منشة وهي سكة حديد ستربط سكة الحديد الشرقية الجديدة مع سكة حديد المرج. يقوم مجلس حريش بالترويج لبناء محطة حافلات مركزية في حريش، حيث ستكون عند مدخل البلدة وبالقرب من المركز التجاري الرئيسي.

## رؤساء المجلس
| 1. | نيسيم داهان  |  | 2006 – 2013    | رئيس مُعين للمجلس                                               |
| 2. | يتسحاق كيشيت |  | 2013 – حاليًا.. | هو أول رئيس يُنتخب بعد فصل كتسير عن حريش، والرئيس الأول للبلدية |

## وصلات خارجية
- الموقع الرسمي لحريش (باللغة العبرية)
- خريطة حريش (باللغة العبرية)
- بيانات رسمية عن حريش لسنة 2018 من دائرة الإحصاء المركزية (باللغة العبرية)